# Mudan Jiang
Mudan Jiang (chiń. 牡丹江; pinyin Mǔdān Jiāng) – rzeka w północno-wschodnich Chinach, prawy dopływ Sungari. Jej źródła znajdują się w Górach Wschodniomandżurskich. Długość rzeki wynosi 705 km. Dorzecze zajmuje powierzchnię 37 600 km². Mudan Jiang przepływa przez miasta Dunhua i Mudanjiang. W górnym biegu rzeki znajduje się naturalne jezioro zaporowe Jingpo Hu.